# Trionymus gyrus
Trionymus gyrus är en insektsart som beskrevs av Williams 1985. Trionymus gyrus ingår i släktet Trionymus och familjen ullsköldlöss. Inga underarter finns listade i Catalogue of Life.